# Mare de Dèu (higo)
Mare de Dèu es un cultivar de higuera de tipo higo común Ficus carica, unífera de higos de epidermis con color de fondo negro difuso y el sobre color negro mate.Se cultiva en la colección de higueras de Montserrat Pons i Boscana en Llucmajor, Islas Baleares.

## Sinonimia
- „Mare de Dèu de Lluc“ en Islas Baleares,[3][5][6]

## Historia
Actualmente la cultiva en su colección de higueras baleares Montserrat Pons i Boscana, rescatada de un ejemplar o higuera madre en  un pueblo del "Pla" de gran tradición agrícola Sencelles.
En cuanto al origen de su denominación, tiene una nomenclatura de origen religioso, y parece ser originaria de Escorca.

## Características
La higuera 'Mare de Dèu' es una variedad unífera de tipo higo común. Árbol de mediano desarrollo, con copa redondeada, y el ramaje denso alargado. Sus hojas son en su mayoría enteras sin lóbulos (60%) y con 3 lóbulos (40%). Sus hojas con dientes presentes y márgenes serrados. Los higos 'Mare de Dèu' tienen una forma urceolada (elíptica longitudinal), un poco redondeados que tienen tendencia a achatarse por el ostiolo a medida que van madurando, grandes, con facilidad de desprendimiento. Tienen un buen porcentaje de higos aparejados, son simétricos de forma y variable en sus dimensiones.La yema apical es cónica amarillo rojizo.
Los higos 'Mare de Dèu' son de unos 39,6 gramos en promedio, de epidermis de grosor delgado y fuerte, con facilidad de pelado, cuando maduro de color de fondo negro difuso y el sobre color negro mate. Ostiolo de 3 a 5 mm con escamas medianas rojizas. Pedúnculo de 2 a 5 mm cilíndrico rojizo. Grietas escasas y variables. Costillas poco marcadas. Con un ºBrix (grado de azúcar) de 28, sabor dulce y sabroso, con firmeza mediana baja, con color de la pulpa rojo oscuro. Con cavidad interna pequeña, con pocos aquenios medianos. Los higos maduran sobre el 2 de septiembre al 12 de octubre, siendo muy productiva. Son resistentes a la lluvia y a los rocíos, y a la apertura del ostiolo.

## Cultivo  y usos
'Mare de Dèu', utilizada para consumo de higos en fresco, tiene buena resistencia al transporte y a las lluvias, y sobre todo a la apertura del ostiolo. Se está tratando de recuperar su cultivo, de ejemplares cultivados en la colección de higueras baleares de Montserrat Pons i Boscana en Llucmajor.